# Cilunculus australiensis
Cilunculus australiensis là một loài nhện biển trong họ Ammotheidae. Loài này thuộc chi Cilunculus. Cilunculus australiensis được miêu tả khoa học năm 1963 bởi Clark.